# CONKA
CONKA（コンカ）は、大分県を対象地域とする隔月刊のタウン誌。

## 概要
1995年12月創刊。隔月刊・偶数月16日発行。A4判、定価300円。有限会社ネキストより出版。大分県内の書店・コンビニエンスストアならびに福岡市内の大手書店で販売。
雑誌名は大分弁の「来んか」から由来。一緒に大分を楽しもうという意味が込められている。
地方誌には珍しくイベントや観光情報を中心にした、いわゆる「ぴあ型情報誌」にとどまらず、サブカルチャーや大分トリニータを軸としたサッカー情報など硬軟取り混ぜた読み物ページも充実。独自の視点で編集された特集企画と、多彩なコラム陣で構成されている。
また、アイドルグループdream元メンバー・松室麻衣や80年代アイドル・本田理沙による連載企画、HKT48の指原莉乃、アイドリング!!!の後藤郁らが単独初表紙モデルを飾った雑誌など、大分出身のアイドルに関する話題にも事欠かない。

## 主な連載
Basic
シンガーソングライター・松室麻衣のエッセイとオリジナル楽曲ダウンロード（誌面掲載のパスワードを入力）企画。
かおるんのきまぐれカメラ
アイドリング!!!所属の大分県出身アイドル後藤郁の連載。本人が撮影した写真によるカメラ絵日記風のコラム。
タサカコトバ
大分トリニータの田坂和昭監督の名言集。
トリ・コンシェルジュ
大分トリニータの井上裕大選手の選手対談シリーズ。
混浴ミセルンダー
イラストレーターの白根ゆたんぽの脱力イラストコラム。
80's萌え博物館
80年代アイドル・本田理沙が現役時代のエピソードを紹介。
トモラボ
大分の人気リポーター・岩崎朋美が気になるモノをランキングしてマンガで紹介。
活溌ハッチ
大分のシンガー・大野タカシによる直筆の書とエッセイ。
二宮雑感
現代美術家の二宮圭一によるコラム。創刊当初からの長寿連載。単行本も出版されている。
ひぐらし硯
歌人・ひぐらしひなつによる歌碑めぐり。
おおいたカルト百選
観光パンフレットには掲載されないサブカル的スポットをリポート。
飲まずに味わう!? ワイン偏執愛症候群～Tasting without Drinking
「学校と塾がわかる本」「福岡の学校選びがわかる本」編集長の杉田州による、ワインについてのオタ＆ヨタ話。